# دیناکاران
دیناکاران (انگلیسی: Dinakaran) شرکت انتشارات هندی است، که در سال ۱۹۷۷ توسط کی. پی. کانداسامی تأسیس شد.